# Николај Ришков
Николај Иванович Ришков (рус. Николай Иванович Рыжков; Дзержинск, 28. септембар 1929 — Москва, 28. фебруар 2024) је био совјетски званичник, и након распада Совјетског Савеза, руски политичар. Био је председавајући Савета министара Совјетског Савеза (или премијер Совјетског Савеза) од 27. септембра 1985. до 14. јануара 1991, у ери гласности и перестројке под Михаилом Горбачовим.
Каријера технократе Ришкова је напредовала, прво од радника у Фабрици Свердловск Уралмаш а затим главног инжињера, и од 1970. до 1975, менаџера фабрике Уралмаш, једне од највећих совјетских компанија.

## Биографија
Ступио је у Комунистичку партију Совјетског Савеза (КПСС) 1956. а заменик министра за тешку и транспортну машиноградњу је постао 1975. Године 1979. је постао први заменик председавајућег совјетске агенције за планирање, Госплан. Године 1981. је изабран у Централни комитет КПСС. 22. новембра 1982, након смрти Леонида Брежњева и доласка на власт Јурија Андропова секретар Централног комитета (ЦК), Кириленко је био приморан да се повуче, а на његово место је дошао Ришков, који је постављен и за шефа Економског одељења ЦК. Када је Михаил Горбачов постао генерални секретар ЦК КПСС, Ришков је ушао у владајући Политбиро, 23. априла 1985. Пет месеци касније, 27. септембра, премијер Николај Тихонов је пензионисан, и Ришков је дошао на његово место.
Ришков је подржавао Горбачовљев покушај да оживи и реструктурише совјетску економију кроз децентрализовано планирање (види централизовано планирање) и увођење нових технологија. Међутим, противио се каснијим Горбачовљевим покушајима да уведе тржишне механизме у совјетску економију. Када је Политбиро реструктурисан на XVIII конгресу Комунистичке партије, јула 1990, сви владини званичници осим Горбачова су искључени из њега, и Ришков је по аутоматизму изгубио своју позицију. Децембра 1990. је смештен у болницу због срчаних проблема (постоје гласине да су ови срчани проблеми измишљени како би се ублажио пад) и док се опорављао, Врховни совјет је усвојио нови закон по коме се Совнарком (савет министара) замењује новим кабинетом министара. Закон је усвојен 26. децембра 1990, али нова структура није успостављена до 14. јануара 1991. када је Валентин Павлов постао премијер.
Након опоравка, ране 1991. године, Ришков је био комунистички кандидат на првим изборима за председника Руске Федерације 12. јуна 1991. Освојио је мање од 17% гласова, а Јелцин је освојио 57%. Ришков се повукао из политике и провео је наредних неколико година у банкарству и инвестиционој индустрији. Децембра 1995. је изабран у нову руску Думу испред блока Моћ народу а 1996. је постао вођа левичарске фракције Народна снага у Думи. Касних 1990-их је учествовао у Народној патриотској унији Русије, алијанси левичара и националиста, коју су предводили комунисти.
У процесу против председника Србије, Слободана Милошевића, у Хашком трибуналу, учествовао је као сведок одбране, 2004. године.